# مارتن فان غيل
مارتن فـان غيل (بالهولندية: Martin van Geel)‏ هو لاعب كرة قدم هولندي في مركز الوسط، ولد في 27 نوفمبر 1960 في Goirle ‏ في هولندا. لعب مع أياكس أمستردام ورودا كيركراده وفاينورد وفيلم 2 تيلبورغ.

## وصلات خارجية
- مارتن فـان غيل على موقع قاعدة بيانات كرة القدم.إي يو (الإنجليزية)
- مارتن فـان غيل على موقع عالم كرة القدم.نت (الإنجليزية)